# Hello (Fluggesellschaft)
Hello AG war eine Schweizer Charterfluggesellschaft mit Sitz in Basel und Basis auf dem Flughafen Basel Mulhouse Freiburg. Sie stellte den Flugbetrieb am 21. Oktober 2012 unerwartet ein und meldete am 26. November 2012 Konkurs an.

## Geschichte
Hello wurde im Jahre 2004 von Moritz Suter gegründet. In diesem Jahr nahm sie den Flugbetrieb auf und war seither im Charterbereich tätig. Primär wurden Charterdestinationen am Mittelmeer sowie am Roten Meer angeflogen. Neben den regulären Ferienflügen diente eine McDonnell Douglas MD-90 der Hello mehrfach der Rückführung von Ferienreisenden aus Krisengebieten, so während der Regierungskrise in Thailand im Dezember 2008.
Von Herbst 2010 bis Frühjahr 2011 wurden die MD-90 der Gesellschaft sukzessive durch Airbus A320-200 ersetzt.
Hello war seit der Saison 2011/2012 Partner des schweizerischen Fussballclubs FC Basel und hat auch einen der Airbus A320-200 mit dem Vereinslogo versehen.
Am 21. Oktober 2012 kündigte Hello Insolvenz an, unter anderem wegen fehlender Liquidität, der Kündigung eines Vertrages mit TUI Deutschland und der Zahlungsunfähigkeit zweier französischer Grosskunden. Der frühere Finanzchef habe der Geschäftsleitung und dem Verwaltungsrat Zahlen geliefert, die sich nach der Prüfung durch den neuen Finanzchef als falsch herausgestellt hätten. Der Flugbetrieb wurde per sofort eingestellt, alle Flugzeuge befanden sich zu diesem Zeitpunkt in der Schweiz. Hello hatte am 22. Oktober 2012 Konkursaufschub bis Ende November 2012 erhalten, damit der Verwaltungsrat und das Management für eine Rekapitalisierung der Fluggesellschaft Zeit gehabt hätten, musste aber am 26. Dezember 2012 die Konkursmeldung vollziehen.

## Flugziele
Hello bediente in erster Linie von Zürich und Basel aus Urlaubsdestinationen im Mittelmeerraum und Ägypten, beispielsweise Palma, Djerba, Heraklion und Hurghada.

## Flotte

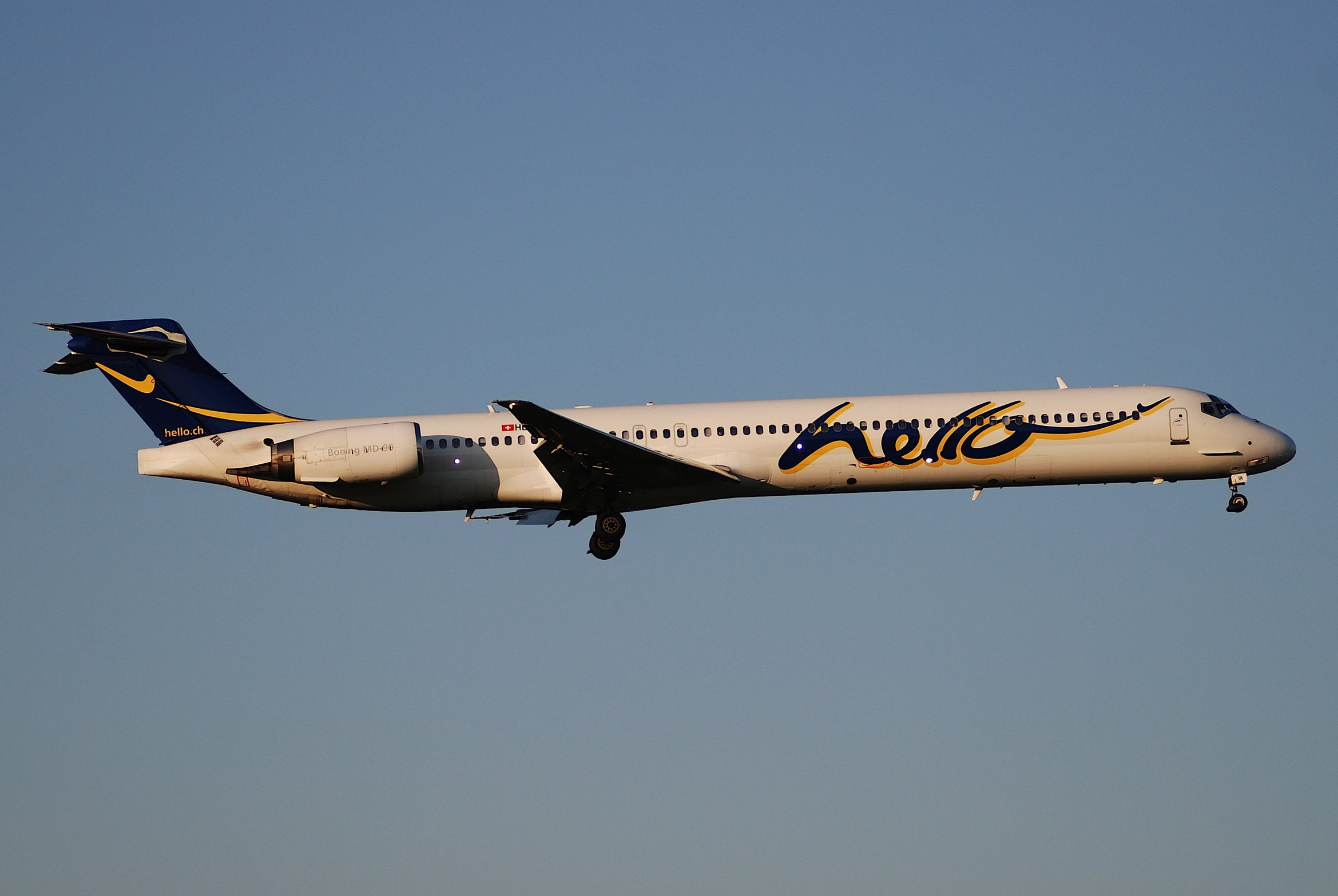
Eine McDonnell Douglas MD-90 der Hello

Mit Stand Juli 2012 bestand die Flotte der Hello aus vier Flugzeugen mit einem Durchschnittsalter von 13 Jahren:
- 4 Airbus A320-200 mit je 174 Sitzplätzen[8]

Zuvor waren Flugzeuge vom Typ MD-90 eingesetzt worden, und zwar
- HB-JIA Juli 2004-März 2009
- HB-JIB August 2004-Oktober 2009
- HB-JIC Dezember 2004-Oktober 2009
- HB-JID Miete von SAS April 2006-Januar 2011
- HB-JIE Miete von SAS Mai 2006–2011
- HB-JIF Miete von SAS März 2006–2011[9]